# 凯文·劳顿
凯文·劳顿（英語：Kevin Lawton，1960年9月28日—），新西兰男子赛艇运动员。他曾代表新西兰参加1984年夏季奥林匹克运动会赛艇比赛，获得男子四人单桨有舵手铜牌。